# Or (heràldica)

Representacions de l'or

L'or és un esmalt daurat usat en heràldica. L'or i l'argent són els esmalts heràldics que s'anomenen metalls. S'acostuma a representar amb un color groc intens o, en alguns casos, amb un color daurat. Als gravats es representa per línies de punts, amb separació equidistant i alternats respecte de la línia següent.
La tonalitat que la Societat Catalana d'Heràldica recomana segons el sistema internacional Pantone és 871 U per al daurat i Process Yellow U per al groc.

## Representació

Or heràldic convencional i manera de representar-lo mitjançant puntillat quan no es disposa de colors

Convencionalment es representa mitjançant els colors or, daurat o groc. A vegades es recomana, per a aquest fi, utilitzar un groc barrejat una mica de color ocre, de manera que tingui un tint càlid, però sempre tenint en compte que el color final no ha de ser tan vermellós que l'hi pugui confondre amb l'esmalt ataronjat.
De vegades l'artista pot emprar pintura daurada o un metall daurat per representar l'or heràldic; aquestes pràctiques en general es veuen en blasons que han estat treballats amb una intenció ornamental o especialment artística.
Quan no es disposa de colors es representa a l'or mitjançant un patró de punts equidistants alternats respecte de la línia següent, segons el mètode atribuït al jesuïta Silvestre Pietra Santa.
Aquest és el mètode de representació que es veu comunament en gravats a una tinta.

## Exemples d'ús
Segueixen tres exemples antics i notables de l'ús de l'or en heràldica.

Armes de l'emperador Frederic I Barba-roja, que es remunten al segle xii
Escut de Castella, utilitzat des del segle xii
Escut d'Escòcia, utilitzat des del segle xii

De les armes de Frederic I Barba-roja derivaria l'escut del Sacre Imperi Romanogermànic i, a través d'aquest, l'actual escut d'Alemanya.

## Noms, atribucions i significats en desús
Cap a l'inici del Renaixement es va desenvolupar un sistema de correspondències simbòliques per als colors heràldics que avui es troba en desús.
És de notar que cap a l'any 1828 aquest sistema era considerat absurd pel heraldista anglès William Berry, tot i que l'espanyol Francisco Piferrer, a l'any 1858, el comenta com si encara fos vàlid.
Si bé Jean Courtois, Herald Sicília de la Corona d'Aragó, esmenta en el seu tractat  Le blason des couleurs  (1414) que qualsevol d'aquestes associacions de l'or heràldic pot usar-se per blasonar, en la pràctica és possible que només s'hagin fet servir el sistema planetari i el sistema de pedres precioses. Per a Alberto i Arturo García Caraffa (1919), el blasonat amb gemmes corresponia als títols i el de planetes als sobirans.
Arthur Fox-Davies cita un exemple de blasonat amb pedres precioses que data de 1458.
A sota es donen algunes de les antigues correspondències simbòliques de l'or heràldic, així com alguns dels noms «grecs» que se li van atribuir.
| Noms «grecs»                    | Citrine , cricasy , emryagi |
| Metall                          | l'or |
| Planeta                         | el Sol |
| Pedra preciosa                  | el topazi, el carboncle |
| Signe del Zodíac                | Leo |
| Element                         | l'aire, el foc |
| Estació de l'any                | la primavera |
| Mes                             | Juliol |
| Dia de la setmana               | el diumenge |
| Números                         | 1, 3, 2, 7 |
| Arbre                           | el xiprer |
| Flor                            | la calèndula, el gira-sol, el clavell d'Índies, la lligabosc |
| Ave                             | el gall, l'oriol |
| Quadrúpede                      | el lleó |
| «Peix»                          | el dofí |
| Edat de l'home                  | l'adolescència, la joventut |
| Complexió humana                | sanguínia |
| 'Virtuts teologals i cardinals' | la fe, la Justícia, la caritat |
| Virtuts i qualitats mundanes    | la constància, la noblesa, la riquesa, la solidesa, la puresa, la gravetat, l'amor, el poder, l'alegria, la llarga vida i l'eternitat, la santedat, la paciència, la saviesa, la glòria divina, l'esplendor, la benignitat, la força, la perfecció, la fidelitat, la cavalleria, la generositat, la sobirania, la salut, la prosperitat, la clemència |
| Obligacions del portador        | fer bé als pobres i defensar a la seva pàtria |

A més, l'or seria «el més noble» dels colors heràldics.